# Xylotrechus stebbingi
Xylotrechus stebbingi là một loài bọ cánh cứng trong họ Cerambycidae.